# Berek
Berek je općina u Hrvatskoj.

## Zemljopis
Brežuljkasto-ravničarski kraj, nema viših uzvisina, zimi pušu jaki vjetrovi, česti su mrazevi. Ljeti pada i tuča. Umjereno kontinentalna klima, hladne zime, topla ljeta i pretežno povoljan raspored oborina. Naziv je dobio od mađarske riječi bèrek, što znači "bara, močvara, močvarno zemljište".

## Stanovništvo
Prema popisu stanovništva iz 2011. godine, općina Berek imala je 1443 stanovnika, raspoređenih u 13 naselja:
- Begovača – 36
- Berek – 447
- Gornja Garešnica – 157
- Kostanjevac – 143
- Krivaja – 59
- Novo Selo Garešničko – 47
- Oštri Zid – 102
- Podgarić – 47
- Potok – 64
- Ruškovac – 86
- Šimljana – 101
- Šimljanica – 120
- Šimljanik – 34

### Nacionalni sastav, 2001.
- Hrvati – 1537 (90,09)
- Srbi – 124 (7,27)
- Mađari – 5 (0,29)
- Romi – 2
- Albanci – 1
- Česi – 1
- Nijemci – 1
- Slovenci – 1
- Talijani – 1
- ostali – 1
- neopredijeljeni – 18 (1,06)
- nepoznato – 14 (0,82)

### Berek (naseljeno mjesto)
- 2001. – 475
- 1991. – 403 (Hrvati – 205, Srbi – 198, Jugoslaveni – 21, ostali – 10)
- 1981. – 497 (Hrvati – 414, Srbi – 54, Jugoslaveni – 16, ostali – 13)
- 1971. – 619 (Hrvati – 511, Srbi – 95, ostali – 13)

## Uprava
Načelnik: Mato Tonković 
Zamjenik načelnika: Vlado Krpan
Predsjednik općinskog vijeća: Antun Dergić
Dan općine je 29. rujna (blagdan Sv. Mihovila). 
Zbog tako malog broja stanovnika, a povijesno – tradicionalnog postojanja, Općina Berek, proglašena je, općinom na prostoru od posebne državne skrbi. 

## Spomenici i znamenitosti
Crkva Sv. Mihaela u Bereku

## Obrazovanje
Osnovna škola Berek, 90 učenika.

## Kultura
- "Prijatelji" Berek, kulturno umjetničko društvo

## Šport
- NK Tomislav, nogometni klub
- Staza za moto-trke u izletištu Podgarić

## Vanjske poveznice
- Službene stranice općine Berek